# Yutaka Yamamoto
Yutaka Yamamoto (山本寛, Yamamoto Yutaka) (Osaka, Japó, 1 de setembre del 1974) és un director d'animació japonès d'Osaka, Japó. Ha treballat per a Kyoto Animation i va fundar la companyia Ordet en 2007.

## Contribucions anime
- Octau home: Productor executiu
- Air: Guionista (ep 2, 5, 8), Director d'episodis (ep 2, 5, 8)
- Dokyusei 2: Director d'animació
- Full Metal Panic? Fumoffu: Guionista(Ep. 2), Director d'episodis (Eps. 2, 9)
- Generator Gawl: Director d'episodis (ep 11)
- Jungle Wa Itsumo Hale Nochi Guu Final: Guionista (ep 7, 8), Director d'episodis (ep 7, 8)
- Kanon: Guionista (ep 5), Director d'episodis(ep 5)
- Lucky Star: Director (ep 1 - 4)
- Natural2 DUO: Disseny de personatges
- R.O.D the TV: Animador en cap (ep. 11,12,18)
- La malenconia de Haruhi Suzumiya: Director de producció de sèries (ep 1, 3, 5, 12), Guionista (ep 1, 9, 12. ED), Director d'episodis (ep 1, 12, ED)
- La melodia d'Oblivion: Animador en cap (ep 24)
- Black Rock Shooter